# Santo Domingo de Silos (kommun)
Santo Domingo de Silos är en kommun i Spanien.   Den ligger i provinsen Provincia de Burgos och regionen Kastilien och Leon, i den centrala delen av landet, 170 km norr om huvudstaden Madrid. Antalet invånare är 310.